# Oblaten van Sint-Franciscus van Sales

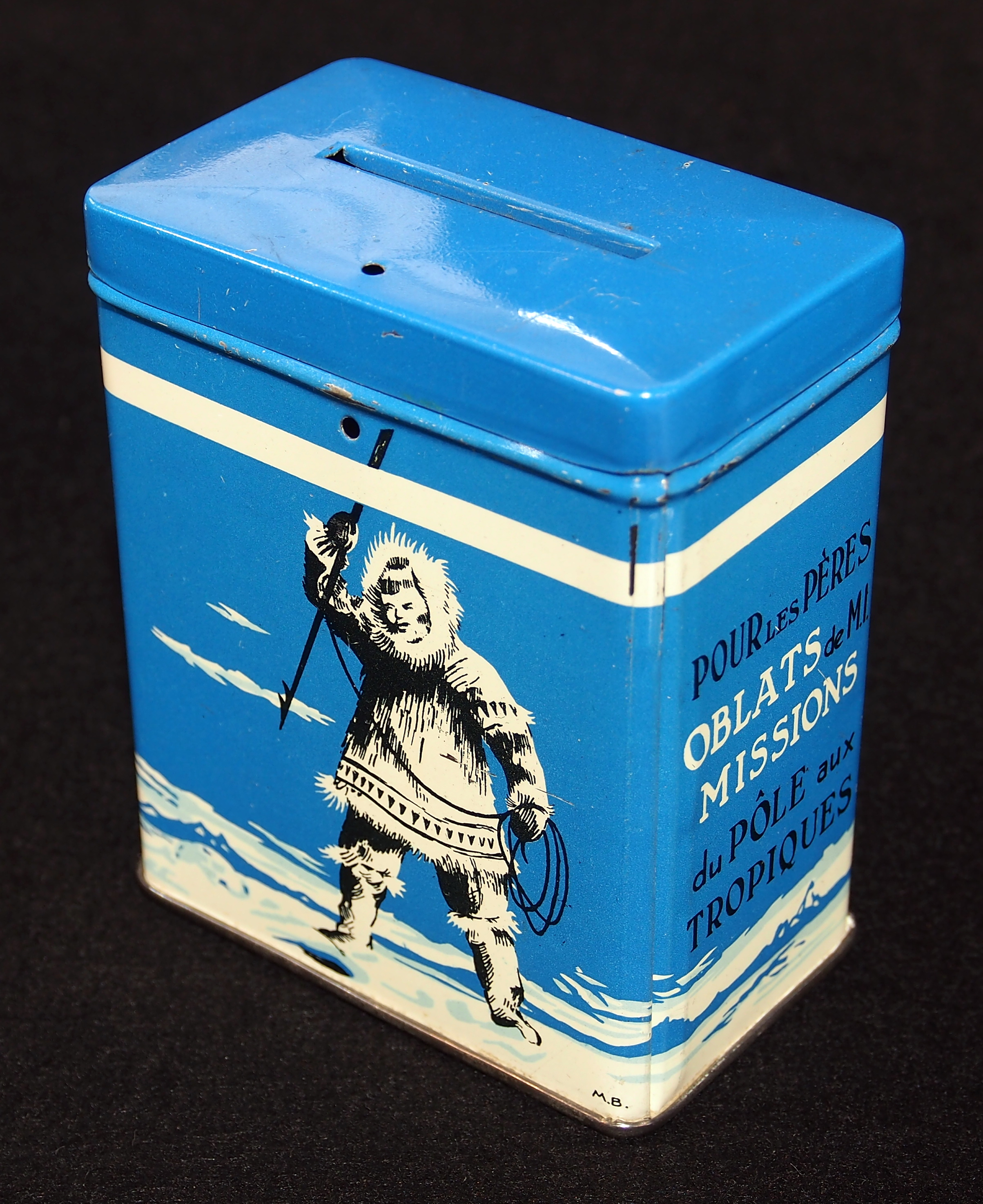
Collectebus voor de missiën van de paters Oblaten wereldwijd

De congregatie van de Oblaten van Sint-Franciscus van Sales (Latijn: Institutum Oblatorum Sancti Francisci Salesii afgekort: OSFS) werd opgericht in 1871 te  Troyes door de priester Louis Brisson. De congregatie is vernoemd naar de heilige Franciscus van Sales. Als missionaris zijn de leden over de hele wereld werkzaam.